# Herschmettlen
Herschmettlen är en ort i kommunen Gossau i kantonen Zürich, Schweiz. 